# Ammophila occipitalis
Ammophila occipitalis es una especie de avispa del género Ammophila, familia Sphecidae.

## Taxonomía
Fue descrito por primera vez en 1890 por F. Morawitz.